# 氷見市消防本部
氷見市消防本部（ひみししょうぼうほんぶ）は、かつて富山県氷見市に置かれていた消防部局（消防本部）。管轄区域は氷見市全域。
2021年（令和3年）4月1日付で、氷見市の消防事務を高岡市消防本部へ委託することに伴い廃止された。

## 概要
- 消防本部：氷見市加納387-1
- 管内面積：230.56km2
- 職員定数：57人
- 消防署1か所
- 主力機械（2020年4月1日時点）
  - 水槽付消防ポンプ自動車：2
  - 普通消防ポンプ自動車：2
  - 多目的消防ポンプ自動車：1
  - 化学消防車：1
  - 高規格救急自動車：3
  - 救助工作車：1
  - 資材搬送車：1
  - 指揮車：1
  - 指令車：1
  - 消防艇：1
  - その他：5

- 氷見市消防団
  - 消防ポンプ車：20

## 沿革
- 1948年10月 氷見町消防本部・氷見町消防署を設置。
- 1952年4月 市制施行に伴い、氷見市消防本部・氷見市消防署に改称。
- 1962年8月 消防庁舎が完成し移転。
- 1966年5月 救急業務を開始。
- 1972年3月 屈折はしご付消防自動車を配備。
- 1974年12月 化学消防自動車を配備。
- 1979年11月 救助工作車を配備。
- 1984年4月 消防本部に課制を導入。
- 1990年12月 現在地に消防庁舎が竣工し移転。
- 1994年1月 高規格救急自動車を配備。
- 1996年11月 30メートル級はしご付消防自動車を配備。
- 2021年4月1日 高岡市に消防事務の委託を開始し廃止[1][2]。

## 組織
- 消防本部
  - 消防総務課
    - 総務係
    - 警防係

  - 予防課
    - 指導係
    - 調査係
- 消防署
  - 消防救助係
  - 救急係

## 消防署
| 消防署       | 住所      | 出張所 |
| ------------ | --------- | ------ |
| 氷見市消防署 | 加納387-1 | なし   |

氷見市消防本部廃止に伴い、氷見市消防署は「高岡市消防本部氷見消防署」に改組された。また、消防事務委託に伴い、氷見市柳田に氷見消防署柳田出張所が新たに設置された。